# Ignacio de Jerusalem y Stella
Ignacio de Jerusalem y Stella, conegut també com Ignazio Gerusalemme (Lecce, Nàpols, 2 de juny de 1707-Ciutat de Mèxic, 1769) va ser un violinista i compositor napolità. Va exercir la seva activitat musical en el seu Regne de Nàpols com a violonista, va ser músic a la ciutat de Cadis, i a Nova Espanya va arribar a ser mestre de capella de la Catedral de Mèxic.

## Biografia
La seva joventut va estar ja vinculada a la música, segurament de l'àrea napolitana i, probablement d'origen germànic. El seus cognoms el poden vincular amb famílies importants en l'àmbit musical com els Tommaso Aprile i Scipione Stella.
El 1732 deixa Itàlia i s'instal·la a Cadis per treballar al Coliseu (teatre) d'aquella ciutat. El 1742 José Cárdenas, del Reial Tribunal de Comptes, el contracta a Espanya juntament amb altres músics i cantants destinats a complir els seus serveis a Mèxic. Arriba a la capital de la Nova Espanya el 1742 per treballar com a violinista i director musical del Coliseu de Mèxic. Des de 1746 compon obres per a la Catedral de Mèxic i el 1749 és contractat com a mestre de capella interí. A l'any següent el nomenen mestre titular de la mateixa església, càrrec que va exercir fins a la seva mort l'any 1769. Com a mestre de capella, Ignacio de Jerusalem va ser precedit per Domingo Dutra i Andrade (1741-1750) i succeït per Mateo Tollis della Rocca (1769-1782).

## Obra
L'obra de Jerusalem es conserva als arxius de música de les catedrals de Mèxic, Puebla i Oaxaca, i amb prou feines ha estat estudiada, transcrita o executada. Els registres existents demostren que moltes de les seves obres es representaven als serveis religiosos d'esglésies i catedrals al llarg de tot el territori de la Nova Espanya, des de l'Alta Califòrnia fins a la Ciutat de Guatemala.
El 1966 Thomas Stanford va microfilmar i catalogar gran part de l'arxiu de música de la Catedral Metropolitana de la Ciutat de Mèxic (ACCM), en el qual es troben unes 100 obres de Jerusalem. Aquesta col·lecció de microfilms pertany al cabal de la Biblioteca Nacional d'Antropologia i Història i consta de més de 150 rotlles de pel·lícula, que contenen un gran nombre d'obres dels principals mestres de capella de la catedral de Mèxic. El setembre del 2005, Fernando V. Zamora i Jesús Alfaro Cruz, investigadors del projecte MUSICAT de l'Institut d'Investigacions Estètiques de la Universitat Nacional Autònoma de Mèxic, van trobar al Llibre de Canongies de la Catedral de Mèxic un expedient amb els documents de l'examen d'oposició que va presentar Ignasi de Jerusalem per ocupar el lloc de mestre de capella de la catedral de Mèxic. Aquest expedient es troba entre els folis 97 a 133v del llibre de canongies en un llibre que mesura 32 centímetres d'alçada, 24 centímetres d'amplada i 17 centímetres de gruix. La raó que aquest expedient estigui arxivat al llibre de canongies, amb partitures que va entregar Jerusalem y Stella al consell municipal com a part del seu examen d'oposició és tema que es presta a l'especulació. Aquest lligall conté expedients molt diferents entre si, entre ells, els "autos d'oposició al lloc de mestre de capella" en què figura Ignasi de Jerusalem com a candidat (1750). Atès que el llibre no estava foliat, l'investigador Fernando Zamora ho va haver de fer.